# Inga interfluminensis
Inga interfluminensis é uma espécie vegetal da família Fabaceae.
Apenas pode ser encontrada na Colômbia.